# گالاهیتیاگاما
گالاهیتیاگاما (به لاتین: Galahitiyagama) یک منطقهٔ مسکونی در سری‌لانکا است که در استان مرکزی (سری‌لانکا) واقع شده‌است.